# 非婚家族
『非婚家族』（ひこんかぞく）は、柴門ふみの漫画作品で、小学館の漫画雑誌「ビッグコミックスペリオール」に連載された。小学館で全4巻。またこれを原作にした、フジテレビ系で2001年7月5日から9月20日まで毎週木曜日22:00 - 22:54（JST）に放送された日本のテレビドラマ。主演は真田広之。初回は15分拡大で22:00 - 23:09。全12回。

## ストーリー
大手菓子メーカーの企画部に勤務する洋介は、再婚した年若い美しい妻・ひかると、その彼女との間にできた息子・翔太と平凡に暮らしてきた。
ある日、自分が新たに立ち上げたダイエット菓子の特集を組むという女性誌の編集長に会いに行ったが、その編集長が10年前に離婚した元妻の知華子と知って驚く洋介。再会を懐かしんだのも束の間、後日、知華子から、「記事にはできない。商品も売れないだろう。」と言われ、憤慨する。
しかし、知華子の言葉どおり、実際、商品は売れず、洋介はその責任を取らされ、営業に回される。慣れない営業の仕事に戸惑いながら、家族を支えに奮闘するが、ある日、ひかるから突然、離婚を言い渡され、数日後、ひかるは翔太を置いて家を出て行ってしまう。仕事でも営業成績不振により、リストラ対象となり、自ら退職の道を選ぶ。
何もかも失った洋介は結局、知華子のもとに転がり込む。

## キャスト
的場 洋介(40)
演 - 真田広之
千本 知華子(35)
演 - 鈴木京香
的場 ひかる(28)
演 - 米倉涼子
久木田 純(25)
演 - MAKOTO
野口 セリナ(25)
演 - 黒谷友香
岡本 咲(24)
演 - 一戸奈未
的場 翔太(7)
演 - 泉澤祐希
根津 新也(48)
演 - 宇崎竜童
ゲスト
- 本人役 - ケリー・チャン
- 影山部長 - 小倉智昭
- 大島さと子
- 津田寛治
- 生瀬勝久
- 夏木マリ
- 中丸新将
- 倉本康子
- 大倉孝二
- 草村礼子
- ユースケ・サンタマリア

## スタッフ
- 原作 - 柴門ふみ
- 脚本 - 高橋留美、池田晴海
- 音楽 - 松本晃彦
- 主題歌 - アンバー「涙のマリッジ」
- プロデュース - 小岩井宏悦、林知幸
- 演出 - 光野道夫、若井水男、木村達昭
- プロデュース補 - 浅野澄美、西澤桂
- 演出補 - 若井水男、吉田使憲、大内隆弘、加藤裕将、府川亮介、石井祐介
- 広報 - 稲葉匡信（フジテレビ）
- 原案協力 - 野中千織､秋本武英､塚本英司（小学館「隔週刊ビッグコミックスペリオール」編集部）
- 制作担当 - 丸山昌夫
- 制作主任 - 角田隆、高田一史、犬飼須我志、鈴木茂正
- 制作デスク - 西川智子
- 協力 - 渋谷ビデオスタジオ、ビデオフォーカス
- 撮影協力 - ユニバーサルスタジオジャパン
- ダンス協力 - シンゴ&アスカ
- 製作著作 - フジテレビ

## 受賞歴
- 第30回ザテレビジョンドラマアカデミー賞[2]
  - タイトルバック賞（光野道夫）

## サブタイトル
| 第1話                                                      | 2001年7月05日 | 家族なんてウソの始まり! 結婚が愛を殺した… | 高橋留美 | 光野道夫 | 15.7% |
| 第2話                                                      | 2001年7月12日 | 愛も仕事も奪われたあげく                  | 高橋留美 | 光野道夫 | 11.9% |
| 第3話                                                      | 2001年7月19日 | 知りたくなかった、妻の顔                  | 高橋留美 | 木村達昭 | 12.1% |
| 第4話                                                      | 2001年7月26日 | 大切な事がわかった瞬間に                  | 高橋留美 | 木村達昭 | 10.2% |
| 第5話                                                      | 2001年8月02日 | 新しい家族のカタチに向けて                | 高橋留美 | 光野道夫 | 9.4%  |
| 第6話                                                      | 2001年8月09日 | 切ない…あなたへの熱い想いが再び           | 高橋留美 | 光野道夫 | 10.5% |
| 第7話                                                      | 2001年8月16日 | 愛は秘密や嘘より速く走れない              | 高橋留美 | 木村達昭 | 11.5% |
| 第8話                                                      | 2001年8月23日 | 交差する愛妻二人一つ屋根の下              | 高橋留美 | 木村達昭 | 11.0% |
| 第9話                                                      | 2001年8月30日 | 運命を弄ぶ一夜の過ち…                     | 高橋留美 | 光野道夫 | 10.3% |
| 第10話                                                     | 2001年9月06日 | 新しい命が呼び覚す衝撃の過去              | 池田晴海 | 若井水男 | 12.0% |
| 第11話                                                     | 2001年9月13日 | 交錯する愛が導く崩壊への終章              | 高橋留美 | 木村達昭 | 10.1% |
| 最終話                                                     | 2001年9月20日 | 愛することが生きる力だから                | 高橋留美 | 光野道夫 | 11.4% |
| 平均視聴率 11.3%（視聴率は関東地区・ビデオリサーチ社調べ） |               |                                           |          |          |       |

## エピソード
- 劇中、ひかる役の米倉涼子はクラシックバレエ歴15年の経験を生かした華麗なタンゴダンスを披露し話題になった。
- 米倉は収録当時、「愛と青春の宝塚」の収録と掛け持ちだった。

## 関連商品
- 非婚家族 DVD-BOX（2002年1月25日発売）